# Andrena leucomelaena
Andrena leucomelaena là một loài Hymenoptera trong họ Andrenidae. Loài này được Hedicke mô tả khoa học năm 1940.